# James Du Pre Alexander
James Du Pre Alexander (27. července 1812, Londýn – 30. června 1855, Londýn) byl irský politik, voják a 3. hrabě z Caledonu.

## Život
Narodil se 27. července 1812 v Londýně jako syn Du Pre Alexandera, 2. hraběte z Caledonu a jeho manželky Lady Catherine Yorke. Studoval na Eton College a později na Christ Church. Roku 1836 byl jmenován vysokým šerifem Armaghu a byl členem parlamentu Tyrone. Dne 8. dubna 1839 po smrti svého otce zdědil titul hraběte z Caledonu. Roku 1841 byl zvolen do Sněmovny lordů jako představitel šlechty pro Irsko. Ve službách Coldstream Guards získal hodnost kapitána a byl plukovníkem tyronské milice.
Dne 4. září 1845 se v kostele sv. Michaela v St Albans oženil s Lady Jane Fredericaou Harriot Mary Grimston, s dcerou Jamese Grimstona, 1. hraběte z Verulamu a Lady Charlotte Jenkinson. Spolu měli čtyři děti:
- James Alexander, 4. hrabě z Caledonu (11. července 1846 – 27. dubna 1898)
- Walter Philip Alexander (9. února 1849 – 30. října 1934), podplukovník v druhém oddílu Dragoons (Royal Scots Greys), sňatek s Margaret Katherine Grimston, s dcerou Francise Grimstona
- Lady Jane Charlotte Elizabeth Alexander (1. května 1850 – 23. června 1941), sňatek s kapitánem Edmundem Barker Van Koughnetem, se synem Philipa Michaela Matthew Scott VanKoughneta
- Charles Alexander (26. ledna 1854 – 27. října 1909), major 3. praporu Royal Inniskilling Fusiliers, sňatek s Kate Stayner, s dcerou Charlese Staynera

Zemřel 30. června 1855 v Londýně.